# ガーデン前橋
ガーデン前橋（ガーデンまえばし、英語表記：Garden Maebashi）は、群馬県前橋市小屋原町に所在するショッピングモールである。オリックスグループのオリックス・アルファ株式会社（2011年4月1日にオリックスへ吸収合併され解散）により開業。現在はクロスガーデン多摩とともに、株式会社関東建創（本社：高崎市）が運営している。
2009年（平成21年）4月24日にオープン。開業時にはオリックスグループが開発・運営するショッピングモールのブランド「クロスガーデン」を冠した、クロスガーデン前橋（クロスガーデンまえばし、英語表記：Cross Garden Maebashi）の名称であったが、2011年（平成23年）11月1日より現名称に変更された。この際に店舗ロゴも、アルファベットの「X」をモチーフとしたクロスガーデン共通デザインから、現行の「R」を強調したデザインに変更されている。

## 概要
当SCは2階建てで、店舗ごとに外から出入り可能なオープンモール式を採用するネイバーフッド型ショッピングモール（NSC）である。駐車場は無料。
2008年5月時点では、同年12月頃のオープンを予定していたが、許認可手続きなどに時間がかかり、開業時期が翌2009年4月まで延期された。同時期には隣接するヤマダ電機テックランド前橋南店の建設工事や、県道2号線駒形バイパスから当SCへ向かう市道の敷設工事も開始された。2009年4月24日には、当SCとヤマダ電機テックランド前橋南店が同時に開業した。
核店舗はカスミで、第1期オープンと同時に開店。第1期オープン時にはそのほか、ユニクロ、ABCマートなどが開店した。
2011年の「ガーデン前橋」への改称後も、店舗公式サイトのURLは変更されず、クロスガーデンブランド共通の「xgarden-地名.net」のドメインを使用している。
2019年4月24日には開業10周年を迎えた。
カスミが1階に出店していた食品スーパー「フードスクエア ガーデン前橋店」は、2021年1月10日に閉店した。後継テナントについて協議されているが、2021年1月5日時点では確定していなかった。その後跡地にマミーマートが運営する「生鮮市場TOP ガーデン前橋店」が2021年6月26日に開店した。
営業時間は10時から21時で、飲食店など一部店舗は営業時間が異なる。カスミ「フードスクエア」は深夜0時まで営業していた。
2021年1月現在、クロスガーデン多摩・ガーデン前橋ともオリックス不動産の公式サイトには掲載されていない。

## 主なテナント
出店テナント全店の詳細情報は公式サイト「ショップガイド」を参照。
1階
- 生鮮市場TOP
- ABCマート
- 西松屋
- セリア
- カーブス
- サンドラッグ 前橋店
- MAC-HOUSE PLAZA

2階
- ドン・キホーテ
- スポーツデポ
- GOLF5
- 競輪場外車券売場 サテライト前橋

### 過去のテナント
- カスミ フードスクエア ガーデン前橋店 - 開業時から出店[2]。2021年1月10日閉店[9][10]。
- ユニクロ ガーデン前橋店 - 2023年4月20日閉店

## 交通アクセス
- 駒形ICより、県道2号前橋館林線を前橋市街方面へ約2km（所要時間約5分）
- 駒形駅下車、約700ｍ（徒歩約10分）[1]
- 前橋駅より群馬中央バス「ガーデン前橋前」下車
- 高崎駅より日本中央バス「駒形駅入口」下車、徒歩約20分